# Местковичи (Брестская область)

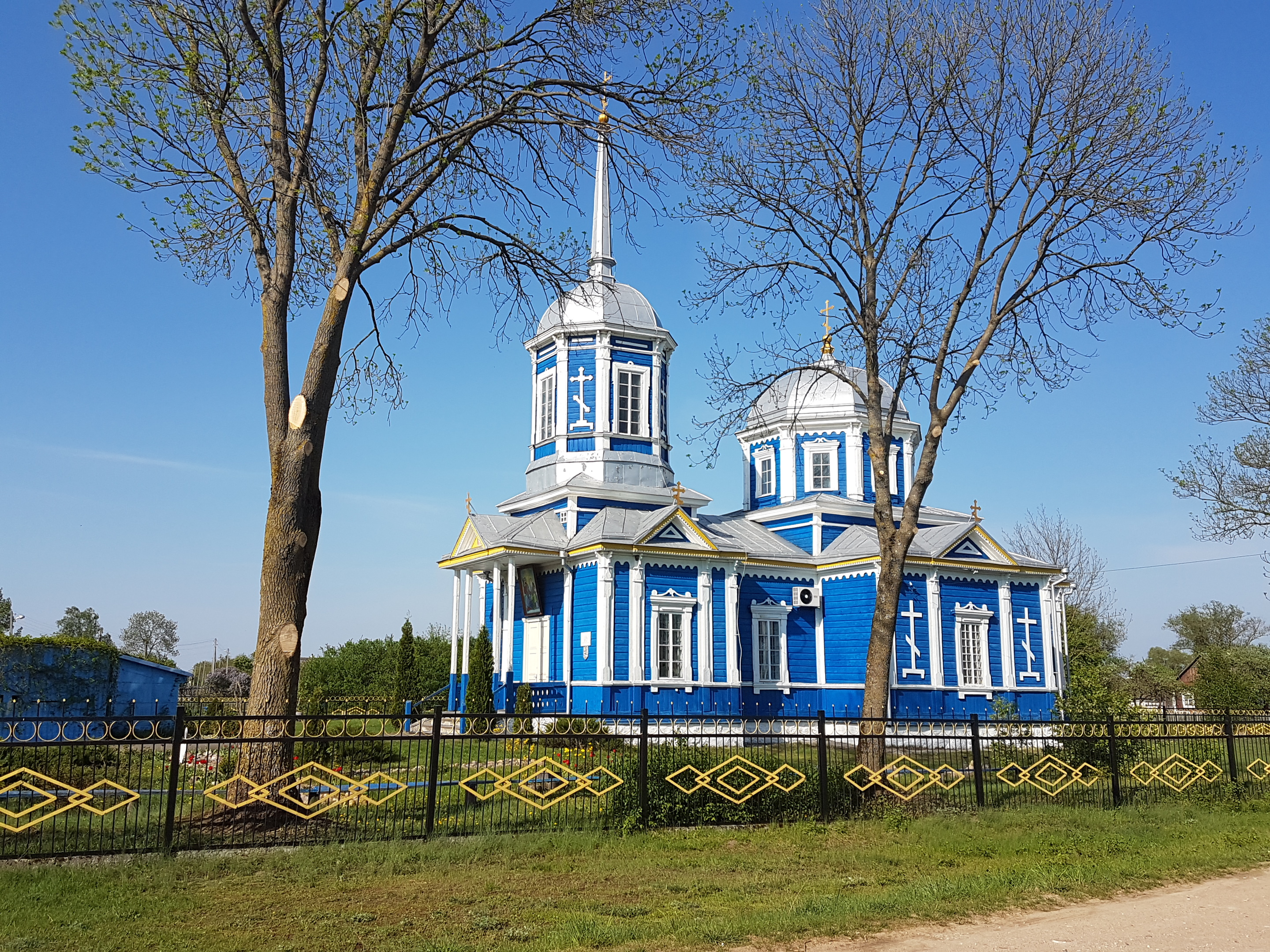
Святотроицкая церковь

Местковичи (бел. Месткавічы) — деревня в Пинском районе Брестской области Белоруссии. Входит в состав Плещицкого сельсовета. Население — 119 человек (2019).

## География
Деревня расположена в 10 км к югу от центра Пинска. В 12 км к югу проходит граница с Украиной. Местковичи расположены на левом берегу реки Припять, вокруг деревни находится сеть мелиорационных каналов. Через деревню проходит автодорога Р-147 Пинск — Невель.

## История
Поселение старинное, впервые упомянуто в XV веке. В это время в Местковичах находились земельные владения Сыропятов, которые с течением времени перешли к роду Ширмичей. В первой половине XVI века имение принадлежало войскому пинскому Мартину Ширме. Со времени территориально-административной реформы середины XVI века в Великом княжестве Литовском Местковичи входили в состав Пинского повета Берестейского воеводства.
После второго раздела Речи Посполитой (1793) в составе Российской империи, деревня входила в состав Пинского уезда. В 1795 году прихожане существовавшей здесь грекокатолической церкви Пресвятой Богородицы были переведены в православие. В 1827 году церковь сгорела.
В 1875 году на средства местных жителей была возведена новая, деревянная церковь св. Троицы, которая сохранилась до наших дней.
Во время Первой мировой войны здесь проходила линия фронта, сохранились укрепления и могилы солдат.
Согласно Рижскому мирному договору (1921) деревня вошла в состав межвоенной Польши. С 1939 года в составе БССР.

## Достопримечательности
- Церковь Святой Троицы. Построена из дерева в 1875 году. Памятник архитектуры. Церковь включена в Государственный список историко-культурных ценностей Республики Беларусь[6] —  Историко-культурная ценность Республики Беларусь, шифр 112Г000573
- Могилы солдат Первой мировой войны
- Фрагменты оборонительных сооружений Первой мировой войны